# Gossypium raimondii
Gossypium raimondii är en malvaväxtart som beskrevs av Oskar Eberhard Ulbrich. Gossypium raimondii ingår i släktet bomull, och familjen malvaväxter. Inga underarter finns listade i Catalogue of Life.